# Туфа Жутань
Туфа Жутань (кит. трад.: 禿髮傉檀; піньїнь: Tufa Rutan; 365-402) — останній правитель Південної Лян періоду Шістнадцяти держав.

## Життєпис
Більшість істориків вважають його більш талановитим правителем, ніж його старші брати Туфа Угу й Туфа Лілугу. Разом з тим, джерела визнають Туфа Жутаня войовничим володарем, який був надто агресивним у веденні своїх військових кампаній, що виснажило державну казну та його підданих.
Південна Лян особливо розгубила свою могутність після поразки 407 року від імператора Ся Хелянь Бобо. Також його володіння потерпали від атак з боку сусідніх Північної Лян і Західної Цінь. Зрештою, 414 року, після того, як Західна Цінь захопила його столицю, місто Леду (сучасний Хайдун, Цінхай), Туфа Жутань був змушений здатись владі останньої. За рік його було отруєно.

## Девізи правління
- Хунчан (弘昌) 402-404
- Цзяпін (嘉平) 409-414